# 知取駅
知取駅（しるとるえき）は、かつて樺太元泊郡知取町に存在した鉄道省樺太東線の駅である。

## 歴史
- 1927年（昭和2年）11月20日 - 樺太鉄道落合駅 - 当駅間(170.5km)開通により設置。当時の読みは「しりとり」。当時日本最北端の駅であった。
- 1930年（昭和5年）11月3日 - 当駅 - 南新問駅間が延伸開業。
- 1941年（昭和16年）4月1日 - 樺太鉄道の国有化により、樺太庁鉄道東海岸線の駅となる。
- 1943年（昭和18年）4月1日 - 南樺太の内地化にともない、鉄道省（国有鉄道）に編入。
- 1945年（昭和20年）8月 - ソ連軍が南樺太へ侵攻、占領し、駅も含め全線がソ連軍に接収される。
- 1946年（昭和21年）
  - 2月1日 - 日本の国有鉄道の駅としては、書類上廃止。
  - 4月1日 - ソ連国鉄に編入。ロシア語名「マカロフ（Мака́ров）」。

## 運行状況
- 1945年現在、上りは敷香駅発元泊駅行き2本と大泊駅行き2本と白浦駅行きと大泊港駅行き各1本であった。下りは敷香駅行き4本と上敷香駅行きが1本あった。

## 駅周辺
- 知取町役場
- 知取区裁判所
- 王子製紙知取工場
- 遊山閣

## 隣の駅
鉄道省樺太鉄道局
樺太東線
遠古丹駅 - 知取駅 - 柵丹駅